# Les Feux de la colère
Les Feux de la colère est un roman de Max Olivier-Lacamp publié en 1969 aux éditions Grasset et ayant reçu le prix Renaudot la même année.
Le roman gagne avec six voix contre deux pour Les Ratés de la Diaspora de Lucien Elia, une voix sur La Répudiation de Rachid Boudjedra et une dernière sur La Deuxième Mort de Ramón Mercader de Jorge Semprún.
Le lendemain de la remise du prix, trois jurés du Renaudot, Étienne Lalou, Roger Grenier et Maurice Nadeau, démissionnèrent en pointant un scrutin acheté par l'éditeur pour la distinction,.

## Résumé
L'histoire de Jean Jean qui revient dans son village natal de Montvézy. Il renia sa foi huguenote, enfant, sous la pression des dragronnades faisant suite à la révocation de l'édit de Nantes. En pleine guerre des Cévennes, il rejoint le groupe des Enfants de l’Eternel, qui défendent la liberté de conscience, mais il rencontre Jeanne de Valestallières, un ancien amour.

## Éditions
- Les Feux de la colère, éditions Grasset, 1969  (ISBN 9782246153016).